# منزل كيبور
منزل کيبور (بالفارسية: خانه کیپور) هو منزل تاريخي يعود إلى عصر القاجاريون، ويقع في مهدي شهر.